# Bob Dadae

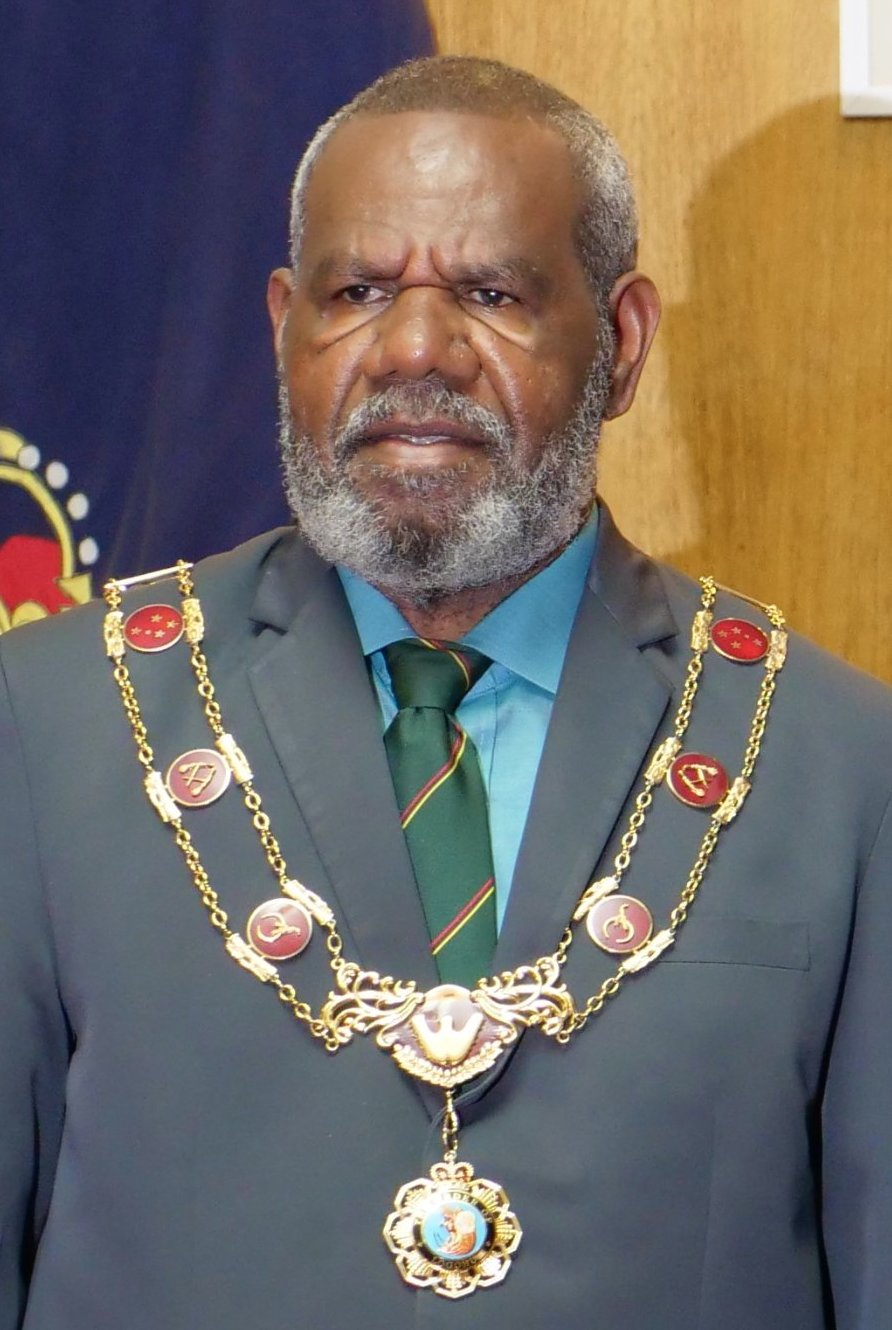
Bob Dadae, 2019

Sir Robert Dadae (* 8. März 1961) ist ein Politiker aus Papua-Neuguinea und seit dem 28. Februar 2017 als Generalgouverneur von Papua-Neuguinea erster Vertreter des Staatsoberhauptes Charles III.

## Karriere
Von 1970 bis 1975 besuchte Dadae die Ombo Lutheran Agency in Derim. Daraufhin besuchte er die Bugandi High School und schließlich studierte er an der University of Papua New Guinea mit einem Bachelor of Commerce 1988 als Abschluss. Einen weiteren Abschluss erlangte er 1995, als er an der Griffith University in Queensland einen MBA erhielt.
Anschließend arbeitete er als Buchhalter für die Evangelisch-Lutherische Kirche Papua-Neuguineas, der er selbst angehört.

### Politische Karriere
Politisch trat Dadae erstmals in Erscheinung, als er sich bei der Parlamentswahl 2002 im Wahlkreis Kabwum in der Morobe-Provinz für die United Party durchsetzen konnte und erstmals in das Parlament des Landes einziehen konnte. Nach der erfolgreichen Wahl wurde er Fraktionsvorsitzender und 2004 Sprecher der United Party. Bei der Parlamentswahl 2007 setzte er sich erneut durch und war im gebildeten Kabinett vom 29. August 2007 bis zum 2. August 2011 Verteidigungsminister.
Am 28. Februar wurde er als Generalgouverneur vereidigt, nachdem er im Parlament mit 55 von 111 Stimmen mehr Zustimmung erhielt als zwei weitere Kandidaten für den Posten. Seine Wahl war begleitet von Forderungen nach einer weiblichen Besetzung des wichtigen Amtes, aber letztendlich wurde keine Frau als Kandidatin aufgestellt.
Am 24. April 2017 wurde er von Elisabeth II. als Knight Grand Cross des Order of St Michael and St George (GCMG) geadelt.